# Campionato centramericano COCABA maschile di pallacanestro 2013
Il 6º Campionato dell'America Centrale Maschile di Pallacanestro FIBA (noto anche come FIBA COCABA Championship 2013) si è svolto dal 26 luglio al 28 luglio 2013 a San Salvador in El Salvador. Il torneo è stato vinto dalla nazionale messicana.
I FIBA COCABA Championship sono una manifestazione contesa dalle squadre nazionali del Centro America, organizzata dalla COCABA (Confederazione America Centrale), nell'ambito della FIBA Americas.

## Squadre partecipanti
- Costa Rica
- El Salvador
- Honduras
- Messico

## Classifica finale
| Pos | Squadra     | V-P |
| --- | ----------- | --- |
|     | Messico     |     |
|     | El Salvador |     |
|     | Costa Rica  |     |
| 4   | Honduras    |     |